# Fedorov Avtomat
O Fedorov Avtomat (em russo: Автома́т Фёдорова, Avtomát Fyódorova (tradução: fuzil automático Fedorov)) é um fuzil de fogo seletivo e também um dos primeiros fuzis automáticos operacionais do mundo, projetado por Vladimir Grigoryevich Fyodorov em 1915, produzido no Império Russo e posteriormente na República Socialista Federativa Soviética da Rússia. Um total de 3.200 fuzis Fedorov foram fabricados entre 1915 e 1924 na cidade de Kovrov; a grande maioria deles foi feita depois de 1920. A arma teve um combate limitado na Primeira Guerra Mundial, mas foi usada mais substancialmente na Guerra Civil Russa e na Guerra de Inverno. Alguns o consideram um "antecessor" ou "ancestral" do fuzil de assalto moderno.